# Saint-Félix, Haute-Savoie
Saint-Félix là một xã trong tỉnh Haute-Savoie thuộc vùng Rhône-Alpes đông nam Pháp.